# Entomologia Carniolica
Entomologia Carniolica exhibens insecta Carnioliae indigena et distributa in ordines, genera, species, varietates, ordine Linnaeano, en bref Entomologia Carniolica, est un ouvrage de Giovanni Antonio Scopoli publié à Vienne en latin en 1763. Il décrit plus de cent espèces nouvelles du duché de Carniole, alors dans l'Empire austro-hongrois et formant actuellement une partie de la Slovénie. Le titre se traduit : Entomologie carniolique, présentant des insectes indigènes de la Carniole, répartis en ordres, genres, espèces, variétés, selon l'ordre de Linné.

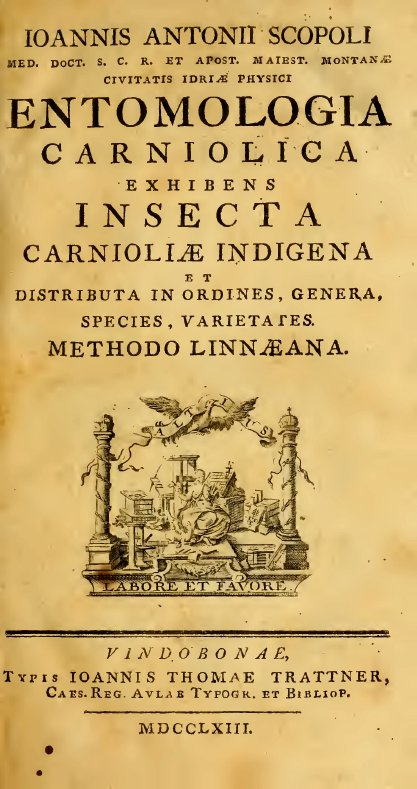
Page de titre de lEntomologia Carniolica.

Carl von Linné avait utilisé la structure des ailes comme base de sa classification. Johan Christian Fabricius s'était servi de la structure des pièces buccales des insectes. Scopoli crée une taxonomie considérant l'insecte dans son entier ; il définit ainsi un système plus proche de la classification phylogénétique actuelle.
C'est dans cet ouvrage qu'on trouve — première notable — l'affirmation écrite que l'accouplement d'une reine abeille se fait en dehors de la ruche.

## Classification
L'Entomologia Carniolica contient 1 153 espèces d'arthropodes, toutes appelées alors « insectes ». Scopoli y distingue sept ordres.
| Numéros d'espèce | Ordre       | Contenu |
| ---------------- | ----------- | --- |
| 1–329            | Coleoptera  | scarabées et insectes Orthopteroidea ; aujourd'hui c'est toujours le nom d'un ordre, mais cet ordre ne comprend que les scarabées et espèces proches |
| 330–418          | Proboscidea | équivalent des Hemiptera actuels |
| 419–676          | Lepidoptera | ordre existant toujours |
| 677–712          | Neuroptera  | ordre existant toujours |
| 713–838          | Aculeata    | équivalent des Hymenoptera actuels |
| 839–1024         | Halterata   | équivalent des Diptères actuels, ordre dont les mouches sont membres                                                                                 |
| 1025–1153        | Pedestria   | espèces sans ailes, incluant pêle-mêle les poissons d'argent, les puces, les poux et autres tiques, arachnides, crustacés et myriapodes              |

## Éditions en ligne
- Entomologia Carniolica, Internet Archive
- Entomologia Carniolica, Google Livres